# New Liskeard
New Liskeard to dawne miasto (ang. town) w Kanadzie, w prowincji Ontario, w dystrykcie Timiskaming. W 2004 roku New Liskeard razem z miastem Haileybury oraz kantonem Dymond utworzyły miasto Temiskaming Shores.
Według danych spisu powszechnego z roku 2001 New Liskeard liczyło 4906 mieszkańców (684,24 os./km²).